# Cantón de Vailly-sur-Sauldre
El cantón de Vailly-sur-Sauldre era una división administrativa francesa, que estaba situada en el departamento de Cher y la región de Centro-Valle de Loira.

## Composición
El cantón estaba formado por once comunas:
- Assigny
- Barlieu
- Concressault
- Dampierre-en-Crot
- Jars
- Le Noyer
- Subligny
- Sury-ès-Bois
- Thou
- Vailly-sur-Sauldre
- Villegenon

## Supresión del cantón de Vailly-sur-Sauldre
En aplicación del Decreto nº 2014-206 de 21 de febrero de 2014, el cantón de Vailly-sur-Sauldre fue suprimido el 22 de marzo de 2015 y sus 11 comunas pasaron a formar parte del nuevo cantón de Sancerre.